# 蛛網古杯
蛛網古杯（學名：Dictyocyathus）是一屬已滅絕的古杯動物，生存於寒武紀。

## 物種
以下為本屬的部份物種：
- Dictyocyathus tenerrimus Bornemann, 1891
- 道坪蛛網古杯 Dictyocyathus daopingensis Zhang & Yuan, 1984[3]